# Президентские выборы в Южной Корее (2007)
Президентские выборы 2007 года в Южной Корее состоялись 19 декабря и были 18-ми президентскими выборами в истории страны. От «Партии великой страны» кандидатом в президенты был выдвинут Ли Мён Бак, с 2002 по 2006 годы занимавший должность мэра Сеула, который на этой должности проявил себя как эффективный менеджер и заработал значительный политический капитал. Либеральная «Объединенная демократическая партия» выдвинула своим кандидатом Чон Дон Ёна, который в 2004—2005 годах был министром по делам национального объединения и главой Совета национальной безопасности, однако соперничать по популярности и харизматичности с бывшим мэром Сеула не мог.
Предвыборная программа Ли Мён Бака кратко выражалась цифровой аббревиатурой «747»: экономический рост — 7 % в год, ВВП на душу населения — 40 тысяч долларов, превращение Южной Кореи в государство, занимающее по основным экономическим показателям 7-ю позицию в мире. Хотя при этом Ли Мён Бак неоднократно оговаривался, что данная программа — не обещание, а скорее представление о будущем Кореи, но даже с такими оговорками программа впечатляла. Программа либералов на этом фоне выглядела менее конкурентоспособной.
По итогам голосования Ли Мён Бак одержал сокрушительную победу: за него проголосовало 48,7 % избирателей, тогда как за его основного конкурента — всего лишь 26,1 %. Такой значительный разрыв (22,6 %) между кандидатами крайне нетипичен для Южной Кореи. Нетипичной была и слишком низкая явка избирателей −62,9 %.

## Результаты выборов
| Кандидат                                     | Партия                                            | Число поданных голосов | %     | %     |
| -------------------------------------------- | ------------------------------------------------- | ---------------------- | ----- | ----- |
| Ли Мён Бак                                   | Партия великой страны                             | 11 492 389             | 48,7  |       |
| Чон Дон Ён                                   | Объединённая новая демократическая партия         | 6 174 681              | 26,1  |       |
| Ли Хвечхан                                   | Независимый                                       | 3 559 963              | 15,1  |       |
| Мун Гук Хён                                  | Партия создания Кореи                             | 1 375 498              | 5,8   |       |
| Квон Ён Гиль                                 | Демократическая лейбористская партия              | 712 121                | 3,0   |       |
| Ли Индже                                     | Центристская реформистская демократическая партия | 160 708                | 0,7   |       |
| Хо Гён Ён                                    | Экономическая республиканская партия              | 96 756                 | 0,4   |       |
| Гым Мин                                      | Социалистическая партия Кореи                     | 18 223                 | 0,1   |       |
| Всего (Явка 62,9 %)                          | Всего (Явка 62,9 %)                               | 23 732 854             | 100.0 | 100.0 |
| Источник: NEC (National Election Commission) |                                                   |                        |       |       |